# دنیس پوپوف
دنیس پوپوف (اوکراینی: Денис Юрійович Попов؛ زادهٔ ۱۷ فوریهٔ ۱۹۹۹) بازیکن فوتبال اهل اوکراین است.
از باشگاه‌هایی که در آن بازی کرده‌است می‌توان به باشگاه فوتبال دینامو کی‌یف اشاره کرد.
وی همچنین در تیم‌های ملی فوتبال زیر ۲۰ سال اوکراین، زیر ۲۱ سال اوکراین، و اوکراین بازی کرده‌است.